# هوت أفيسنيس
هوت أفيسنيس (بالفرنسية: Haute-Avesnes)‏ هي بلدية تقع في إقليم باد كاليه من منطقة نور با دو كاليه في شمال فرنسا. تبلغ مساحة هذه المدينة 3.97 (كم²)، وترتفع عن سطح البحر م، يبلغ عدد سكانها 402 نسمة حسب إحصاء المعهد الوطني للإحصاء والدراسات الاقتصادية سنة 2009 م. وترأس Michel Seroux البلدية خلال فترة (2008-2014).